# Jesaja Berlin
Jesaja Berlin, auch Jesaja Pick (geboren im Oktober 1725 in Eisenstadt, Königreich Ungarn; gestorben am 13. Mai 1799 in Breslau), war ein deutscher Rabbiner.

## Leben und Wirken
Jesaja Berlin war der älteste Sohn des Talmudgelehrten Löb ben Mordechai Berlin. Als Kind kam er mit dem Vater nach Berlin. Als Heranwachsender besuchte er die Jeschiwa von Hirsch Biale in Halberstadt.
1750 nahm ihn der Breslauer Schutzjude Wolf Löbel Pick in sein Geschäft auf, dessen Tochter Fromet (1736–1802) er 1755 heiratete. Seither nannte er sich nach seinem Schwiegervater mitunter „Jesaja Pick“. 1787 wurde Jesaja Berlin Dajan beim Breslauer Oberrabbiner Joseph Jonas Fränkel. Nach Fränkels Tod wurde er am 17. November 1793 als dessen Nachfolger zum Oberrabbiner gewählt. Er stieß dabei auf den Widerstand der liberalen Minderheit, erreichte jedoch einen Ausgleich mit Vertretern des Maskilim-Kreises.
Am 17. Mai 1793 hielt Berlin eine vielbeachtete Predigt zum Basler Frieden.
Er machte sich einen Namen durch seine herausragende Kenntnis der Bibel und der älteren rabbinischen Literatur, insbesondere durch seine Ansätze zu einer historisch-philologischen Betrachtungsweise.

## Familie
Einer seiner Nachkommen war Abraham Berliner.

## Schriften
- Halachische Korrespondenzen mit dem Fürther Oberrabbiner Joseph Steinhardt, gedruckt in dessen Zichrōn Ya‘aqov. Fürth 1773.
- Marginalia zum Pentateuch, Dyhernfurth 1775.
- Ri’šōn le Siyyōn [Jes41,27]. Marginalia zur Mischna, insbes. Nachweise von Zitaten und Paralleltexten, zuerst in der Ausgabe Sulzbach 1783.
- Ōmer ha-Šichehāh. Talmudische Halachot, die in den Kodizes nicht erscheinen, Königsberg 1860.
- Halachische Korrespondenz mit Ezechiel Landau in dessen Nōdā‘ bĪ-hūdāh. I, YD 23, II, OH 35, 68,102, 105 (1782), 124 (1783); YD 11, 124, 151, 201; EE 81, 84.
- Zwei Approbationen aus Breslau (1794–97) in: Leopold Löwenstein: Mafteah ha-haskāmōth. Index Approbationum. Frankfurt am Main 1923; Nachdruck Hildesheim und New York 2003, S. 34